# Servius Sulpicius Camerinus Cornutus (Konsul 461 v. Chr.)
Servius Sulpicius Camerinus Cornutus war eine Gestalt der frühen Römischen Republik und Konsul des Jahres 461 v. Chr. Sein Amtskollege war Publius Volumnius. Er könnte der Sohn des gleichnamigen Konsuls von 500 v. Chr. sein.
Aus seinem Konsulat werden der Kampf um die Terentilische Rogation und der Prozess des Kaeso Quinctius berichtet. Ein Sulpicius Camerinus (Cornutus) gehörte zu einer Gesandtschaft nach Griechenland 454 v. Chr., die sich mit der dortigen Gesetzgebung beschäftigen sollte, und zu den Decemviri legibus scribundis des Jahres 451 v. Chr. Das Praenomen ist jedoch nicht sicher überliefert, vielleicht handelte es sich auch um einen Publius, nicht Servius.
In den Ständekämpfen taucht der Name Servius Sulpicius Camerinus (Cornutus) auch auf, 449 mit den Konsularen Gaius Iulius Iullus und Spurius Tarpeius als Unterhändler vor der Plebs sowie als Legat im Volskerkrieg 449 v. Chr.
Vielleicht ist Sulpicius der Großvater eines späteren Konsulartribuns mit dem Namen Quintus Sulpicius Camerinus Cornutus.